# Carla Eysel

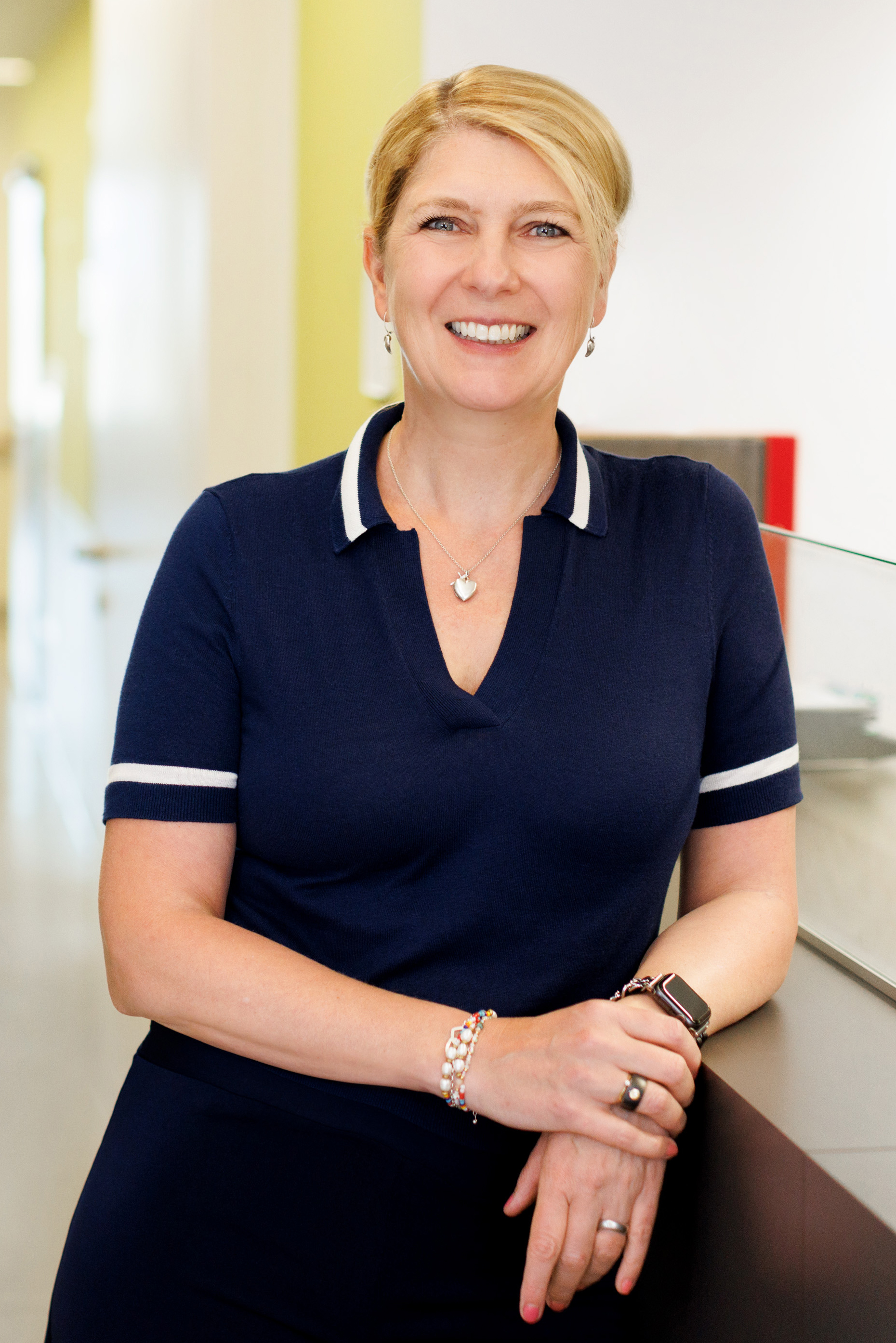
Carla Eysel (2023)

Carla Eysel (* 24. Januar 1972 in Reutlingen) ist eine deutsche Juristin und Vorstand der Charité Berlin für Personal und Pflege.

## Leben
Sie studierte Rechtswissenschaften an den Universitäten Regensburg und Tübingen und absolvierte anschließend ihr Referendariat in Düsseldorf. Sie hat ferner einen Master in International Management von der University of East London. Sie ist spezialisiert auf Arbeitsrecht und Arbeitspolitik.
Die ersten Schritte in ihrer professionellen Laufbahn unternahm Eysel als Fachanwältin für Arbeitsrecht bei der TÜV Rheinland Holding AG. Dort übernahm sie im Jahr 2001 die Führung der Personalabteilung Industrieservice und repräsentierte das Unternehmen in ihrer Funktion als Mitglied der Geschäftsleitung in der Tarifgemeinschaft TÜV. Im Jahr 2007 wechselte sie zum Entsorger ALBA und wurde 2017 zur Generalbevollmächtigten der ALBA Group ernannt. Zwei Jahre später übernahm sie die Position der CEO von Alba Europe.
Ab 1. November 2020 wurde sie zum Vorstand Personal und Pflege der Charité ernannt. In dieser Position verantwortet sie alle Personalangelegenheiten, einschließlich Tarifverhandlungen, und übernimmt die Befugnisse der Dienstbehörde, der obersten Dienstbehörde, der Personalstelle und der Personalwirtschaftsstelle.
Sie ist Aufsichtsrat der Berliner Messegesellschaft und ehrenamtliche Arbeitsrichterin in Berlin.

## Tarifverhandlungen an der Charité
Im Rahmen ihrer Rolle als Personalchefin der Charité hat Carla Eysel maßgeblich an den Tarifverhandlungen des Krankenhauses teilgenommen. Ende 2021 konnte sie nach einem wochenlangen Pflegestreik einen neuartigen Tarifvertrag mit der Gewerkschaft Verdi abschließen. Ziel dieses Vertrages war es, die Belastung der Pflegekräfte durch eine Verringerung der Anzahl der Patienten, um die sich jede Pflegekraft kümmern muss, zu reduzieren. Wird die jeweilige Pflegekraft-Patienten-Quote unterschritten, erhalten die betroffenen Beschäftigten sogenannte Belastungspunkte.
Diese Tarifvereinbarung, die als "Charité-Entlastungstarifvertrag" bekannt ist, wurde zum Vorbild für andere Krankenhäuser. So streikten im darauffolgenden Jahr die in Verdi organisierten Pflegekräfte an den Universitätskliniken in Nordrhein-Westfalen für eine ähnliche Regelung.

## Einführung CHEP-System an der Charité
Im Zuge ihrer Arbeit als Vorstandsmitglied Personal und Pflege wirkte Carla Eysel an der Implementierung des sogenannten CHEP-Systems (Charité Entlastungspunkte) mit. Dieses System dient der objektiven Messung und Erfassung von Belastungssituationen in der Pflege, die zuvor oft unerkannt blieben.
Pflegekräfte erhalten einen Entlastungspunkt, wenn sie in fünf Schichten zu viele Patienten betreut haben. Der Grad der Belastung wird dabei anhand der Anzahl der betreuten Patienten pro Schicht ermittelt und ist je nach Station unterschiedlich. Zum Beispiel gilt auf der Intensivstation eine Betreuung von mehr als 1,8 Patienten pro Pflegekraft und Schicht als zu hohe Belastung. Auf der Normalstation für Erwachsene wird die Belastungsgrenze erreicht, wenn eine Pflegekraft mehr als zehn Patienten in der Früh- und Spätschicht und mehr als 15 in der Nachtschicht betreuen muss.
Eysel betont, dass das CHEP-System zu einer bisher nicht vorhandenen Transparenz in Bezug auf Belastungssituationen und Personallücken beiträgt. Sie schätzt, dass jährlich etwa 180 zusätzliche Pflegekräfte benötigt werden, um die richtige Besetzung gemäß des Tarifvertrags zu erreichen. Durch die Verringerung von Überlastungssituationen erhofft sie sich, dass der Beruf der Pflegekraft attraktiver wird und mehr junge Menschen sich für eine Ausbildung zur Gesundheits- und Krankenpflegekraft entscheiden. Zudem könnten Pflegekräfte, die ihren Beruf verlassen haben, dazu motiviert werden, in ihren Beruf zurückkehren oder ihre Teilzeitarbeit aufzustocken.

## Corona-Pandemie: Flugbegleiter in die Pflegeberufe
Während der Corona-Pandemie hat Carla Eysel Maßnahmen ergriffen, um die Belastung des medizinischen Personals an der Charité zu verringern. Eine dieser Maßnahmen bestand darin, Flugbegleiterinnen und Flugbegleiter in den Bereich Service an die Charité zu holen.
Durch diese Unterstützung wurden die medizinischen Fachkräfte entlastet. Insgesamt wechselten 54 Flugbegleiterinnen und Flugbegleiter aus der Kurzarbeit in den Pflegedienst der Charité. Die Klinik erhielt dadurch dringend benötigtes Personal, während die Beschäftigten einen sinnvollen und erfüllenden Job in der Pflege fanden.

## Veröffentlichungen
- Beitrag im Buch "Personalmanagement im Krankenhaus", Thema: Wenn Ressourcen knapp sind. Organisation neu denken – der große Wandel und die Rolle der Digitalisierung im Krankenhaus – ISBN  978-3-95466-980-6, 2025
- Beitrag im Buch "Human Hospital[17]", Thema: Wegbereiter für die Medizin der Zukunft – wertebasierte Führung in Krankenhäusern – ISBN 978-3-95466-855-7, 2024
- Beitrag im Buch "Das digitale Krankenhaus", Thema: Digitales Personalmanagement und Personalentwicklung – ISBN 978-3-95466-696-6, 2023
- Beitrag im Buch "Strategisches Management von Personalrisiken", Thema: Personalcontrolling als Frühwarnsystem – ISBN 978-3-8349-8526-2, 2009